# Universidade livre de Bozen-Bolzano

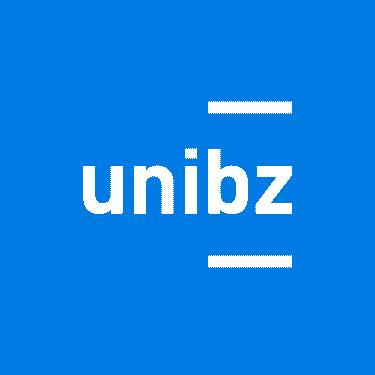
Free University of Bolzano (logo)

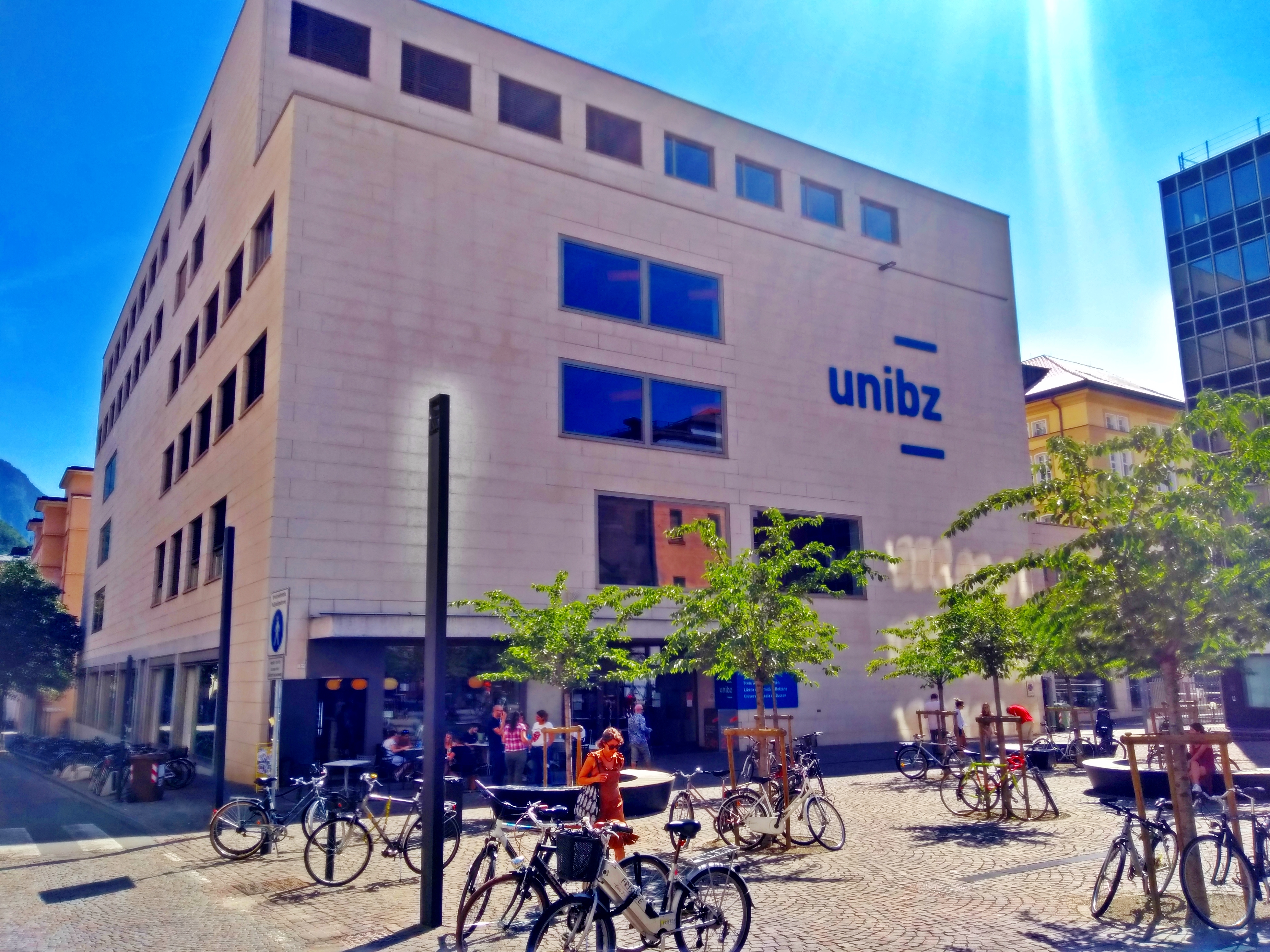
O edifício principal do campus de Bolzano

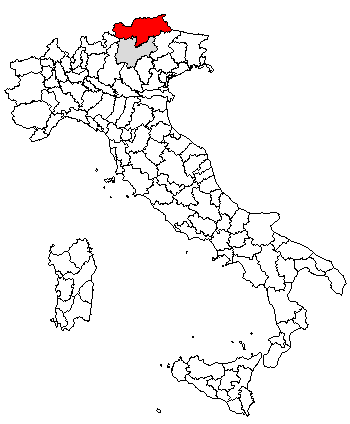
Localização da província de Bolzano

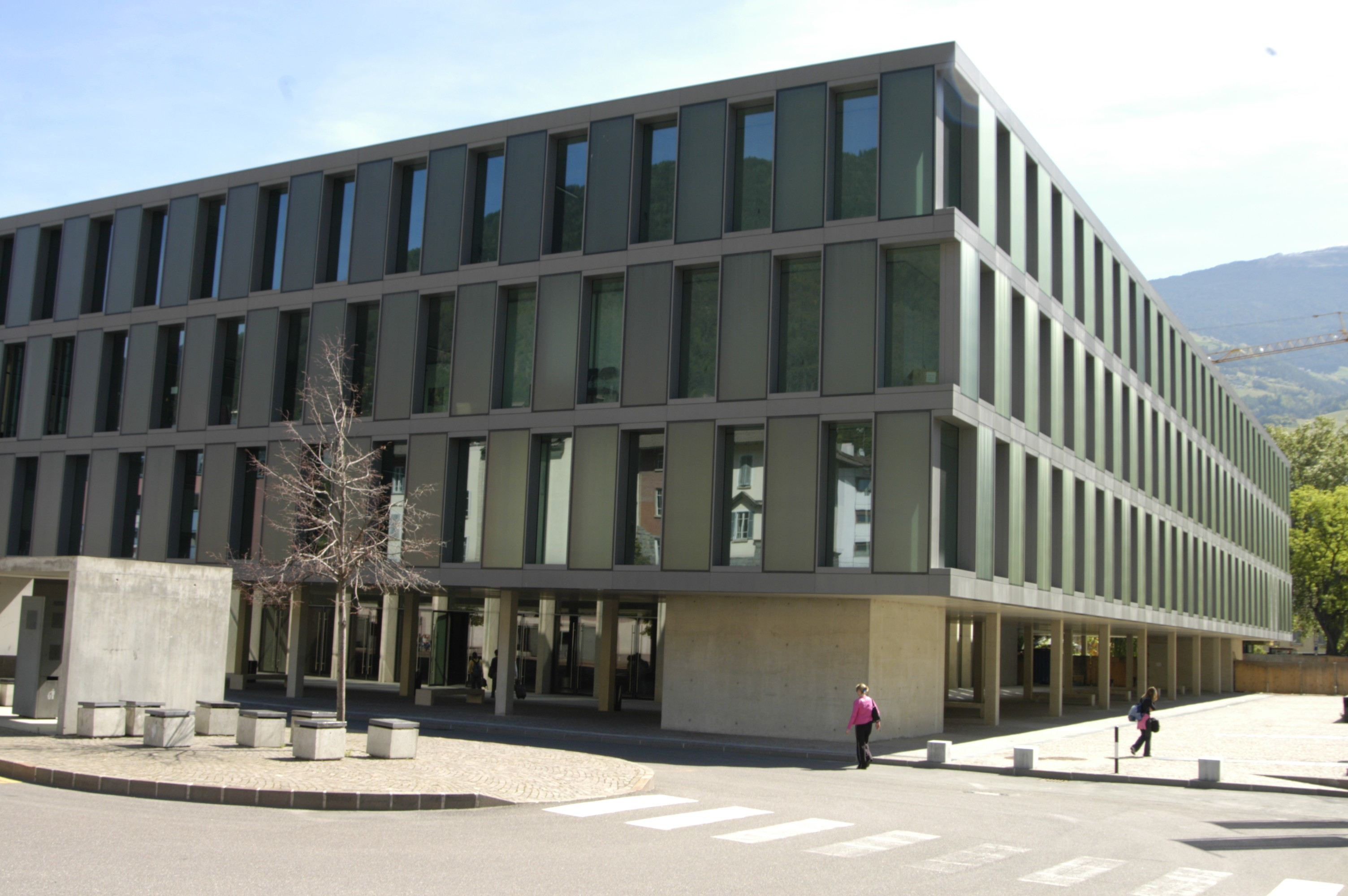
O campus em Brixen

A Universidade Livre de Bozen-Bolzano (em italiano : Libera Università di Bolzano, em alemão : Freie Universität Bozen, Ladin : Universidade Liedia de Bulsan ), fundada em 31 de outubro de 1997, é uma universidade multilingual, não estatal, sem fins lucrativos, financiada e promovida por ente público (província autônoma de Bolzano), e sediada na cidade de Bolzano, no norte da Itália. A universidade possui cinco faculdades, e um alto percentual de professores (35%) e estudantes (17%) extrangeiros. A universidade tem 4.100 alunos matriculados em mais de 30 cursos de graduação e pós-graduação.
A Universidade Livre de Bozen-Bolzano (unibz) tem por principal objetivo oferecer aos alunos uma educação multilingual, de forma à atender às demandas do mercado de trabalho europeu e global. As aulas, palestras e seminários são realizados em alemão, italiano e inglês. A única exceção é a Faculdade de Educação, que oferece aos estudantes seções de treinamento separadas em língua alemã, italiana e ladina (dialeto italiano local). A universidade oferece programas de estudo que vão do bacharelado ao doutorado (PhD), seguindo majoritariamente o sistema americano de ensino superior.
A foco principal do ensino é fornecer conhecimento dinâmico e aplicável á diversas áreas. A maioria das atividades compreende seminários, palestras ministradas por palestrantes convidados, treinamento prático e oficinas. No âmbito do programa de intercâmbio acadêmico, os alunos são incentivados a passar um ou mais semestres em universidades no exterior. Nos cursos de doutorado tal intercâmbio é obrigatório, bem como o êxito em testes de proficiência de língua inglesa.
Em 2018, pelo quarto ano consecutivo, o centro de pesquisa italiano para estudos sociais "Censis" classificou a universidade como a número um entre as universidades privadas de pequeno porte. No ranking internacional das Melhores do Mundo de 2018 (THE), a unibz está classificada entre as 10 melhores do mundo com menos de 5000 alunos.

## Campus
A universidade possui três campi: uma sede em Bolzano, um em Brixen e outro em Bruneck. Os edifícios da universidade em Bolzano foram projetados pelos arquitetos Matthias Bischoff e Roberto Azzola  de Zürich  e os edificios do Campus em Brixen por Regina Kohlmeyer e Jens Oberst de Stuttgart . Este último ganhou em 2005 o 9º prêmio de arquitetura da cidade de Oderzo.

## Reitores
Os reitores da universidade foram Alfred Steinherr, economista de Luxemburgo, de 1998 a 2003, a lingüista suíça Rita Franceschini, de 2004 a 2008, e o sociólogo alemão Walter Lorenz, de 2008 a 2016. O engenheiro italiano Paolo Lugli é o atual reitor desde 2017.

## Faculdade de Economia e Gestão
A Faculdade de Economia e Gestão é sediada em Bozen-Bolzano e Bruneck-Brunico. Oferece três programas de bacharelado e três de mestrado.
- Bacharel em Economia e Gestão
- Bacharel em Ciências Econômicas e Sociais PPE (Filosofia, Política e Economia)
- Bacharel em Turismo, Esporte e Gestão de Eventos (em Bruneck-Brunico)
- Mestrado Em Empreendedorismo E Inovação
- Mestrado em Economia e Gestão do Setor Público
- Mestrado em Contabilidade e Finanças
- PhD em Gestão e Economia

Os grupos de pesquisa da faculdade são:
- Turismo, Marketing e Desenvolvimento Regional
- Direito, Economia e Instituições
- Mercados e Regulamentos Financeiros
- Empreendedorismo e Inovação
- Métodos Quantitativos e Modelagem Econômica

## Faculdade de Educação
A Faculdade de Educação é sediada em Brixen-Bressanone e os seguintes cursos são ativos:
- Bacharel em Serviço Social
- Bacharel em Educação Social
- Bacharel Em Ciências Da Comunicação E Cultura
- Mestrado em Educação Primária (5 anos)
- Mestrado em Inovação e Pesquisa para Trabalho Social e Educação Social (IRIS)
- Mestrado em Musicologia
- PhD em Pedagogia Geral, Pedagogia Social e Educação Geral

As principais áreas de pesquisa da faculdade são:
- Projetos e processos educacionais e de desenvolvimento para diferentes grupos etários e contextos
- Dinâmica social, coesão social, cidadania e sistemas de solidariedade
- Línguas e comunicação para uma sociedade multicultural e multilingue

## Faculdade de Ciências da Computação
A Faculdade de Ciências da Computação é sediada em Bozen-Bolzano e tem os seguintes cursos:
- Bacharel em Ciência da Computação e Engenharia
- Mestrado em Ciência da Computação
- Mestrado Em Ciência De Dados Computacionais
- Mestrado Europeu em Lógica Computacional
- Mestrado Europeu em Engenharia de Software
- PhD em Ciência da Computação

Os centros de pesquisa da faculdade são:
- Centro de Pesquisa de Informação e Engenharia de Sistemas de Banco de Dados (IDSE)
- Centro de Pesquisa de Conhecimento e Dados (KRDB)
- Centro de Pesquisa de Software e Engenharia de Sistemas (SwSE)

## Faculdade de Ciências e Tecnologia
A Faculdade de Ciências e Tecnologia oferece atualmente os seguintes cursos:
- Bacharel em Ciências Agrárias e Agroambientais
- Bacharel em Engenharia Industrial e Mecânica
- Bacharel em Engenharia de Madeireira
- Mestrado em Engenharia Mecânica Industrial
- Mestrado Em Engenharia Energética
- Mestre Em Gestão Ambiental De Áreas De Montanha
- Mestrado Internacional em Ciências Hortícolas
- Mestrado em Viticultura, Enologia e Marketing de Vinhos
- PhD em ambiente de montanha e agricultura
- PhD em Energia Sustentável e Tecnologias
- PhD internacional em Engenharia de Alimentos e Biotecnologia

As principais áreas de pesquisa da faculdade são:
- Ciências Agrárias
- Recursos Energéticos e Eficiência Energética
- Ciências dos Alimentos
- Ciências Fundamentais para Aplicações Inovadoras
- Gestão e Tecnologias para Ambientes de Montanha
- Engenharia Industrial e Automação

## Faculdade de Design e Arte
A Faculdade de Design e Arte oferece atualmente os seguintes cursos:
- Bacharel em Design e Arte - especialização em Design
- Bacharel em Design e Arte - Especialização em Arte
- Mestrado em Design Eco-Social

As principais áreas de pesquisa da faculdade são:
- Cultura visual e seu impacto na sociedade
- Fenômenos, processos e resultados de projetos tridimensionais
- Teorias, formas e linguagens de design, arte e cultura visual

O corpo docente também atua em um laboratório chamado Bitz, que também está aberto a usuários não afiliados à unibz e demais interessados.

## Programas de mestrado europeu
A Faculdade de Ciências da Computação da Universidade Livre de Bozen-Bolzano está entre os centros de pesquisa mais reconhecidos pela União Europeia como líder neste modo de programa. Há dois programas de mestrado europeus (Modelo de primeiro e segundo nível) na área de Ciências da computação que são ministrados nesta universidade e nessa faculdade no âmbito do programa Erasmus Mundus:
- Mestrado Europeu em Lógica Computacional
- Mestrado Europeu em Engenharia de Software

## Pesquisa
Desde 1998 mais de 900 projetos de pesquisa básica e aplicada foram realizados dentro da universidade com foco regional e internacional e financiados por entidades publicas e privadas de todo o mundo.
A universidade possui laboratórios científicos e tecnológicos em cada uma de suas instalações, sendo estes focados em diferentes área que se complementam. No NOI Techpark, um centro tecnológico e de inovação local (com foco em Tecnologia Alpina, Energias Renováveis e Eficiência Energética, e Tecnologia de Alimentos), e no Versuchszentrum Laimburg, um instituto de pesquisa em agronomia .

## Biblioteca
De acordo com o sistema de classificação de bibliotecas emitido pelas redes de bibliotecas alemãs (projeto BIX) em 2009, esta universidade tem a segunda melhor biblioteca entre os estados de língua alemã (Alemanha, Suíça, Áustria e Tirol do Sul na Itália).

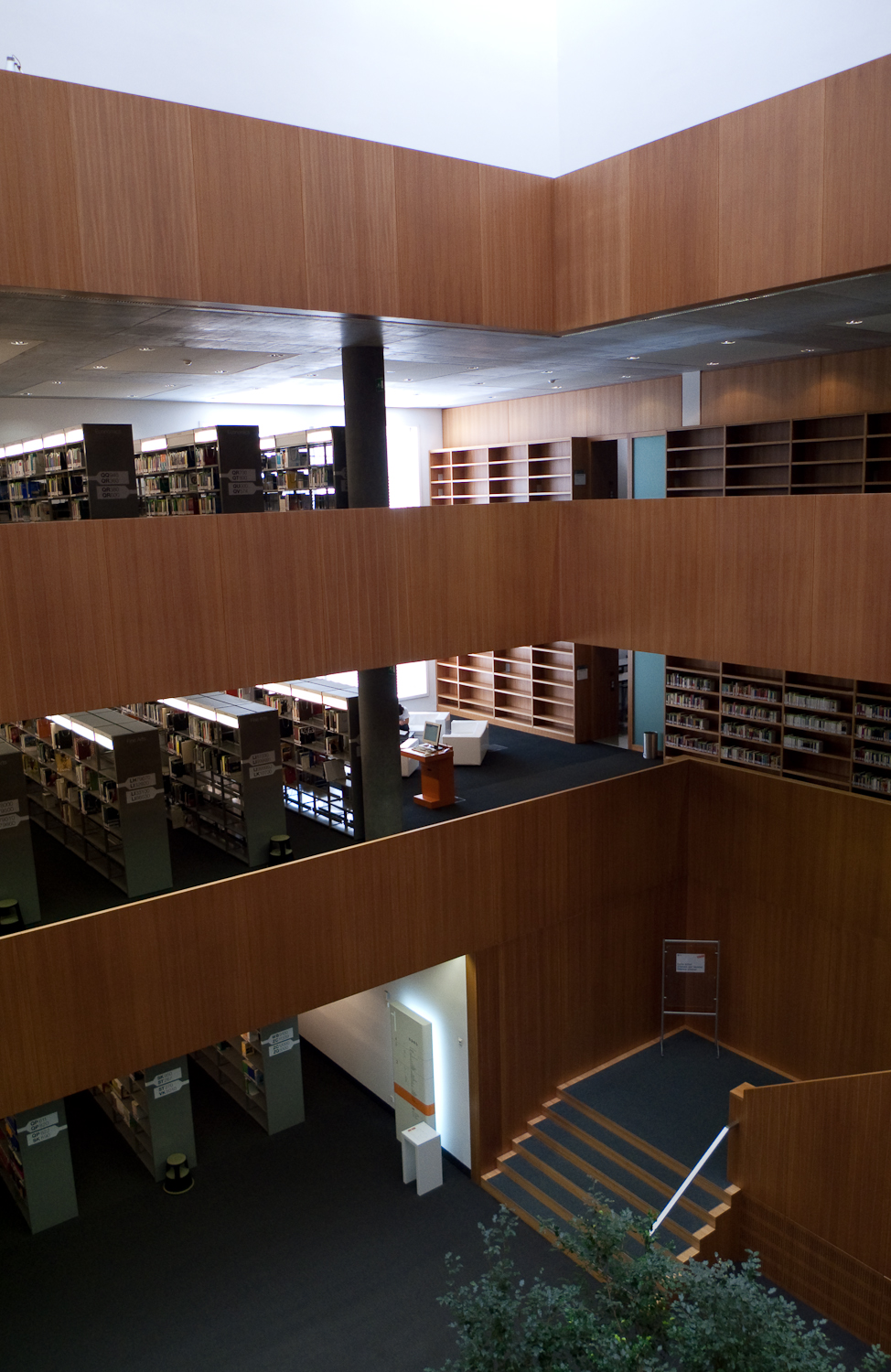
A Biblioteca da Universidade Livre de Bozen-Bolzano

## Atividades de estudantes
- Os membros do conselho consultivo estudantil são eleitos a cada dois anos. Representantes estudantis são membros do Conselho Universitário, do Senado Acadêmico, do Conselho Docente, do Conselho de Curso, do Comitê de Igualdade de Oportunidades e do Comitê Conjunto Didático.
- A associação estudantil do sul do Tirol é a associação mais importante do sul do Tirol para os estudantes. Ao lado da sede em Bolzano, há sete filiais na Áustria e na Itália. O sh.asus [12] foi fundado em 1955 como uma associação sem fins lucrativos. Representa estudantes tiroleses do sul que estudam no exterior e estudantes no sul do Tirol.
- O MUA, Movimento Universitário Altoatesino, é uma associação que foi reconhecida pela Província Livre de Bozen-Bolzano e foi fundada em 1993. Seus principais objetivos são "defender e facilitar o direito ao estudo dos estudantes e dos estudantes trabalhadores". A associação opera em Bozen-Bolzano e promove o projeto WEBZ, "a primeira web-tv do sul do Tirol feita por jovens para jovens".
- A Kikero é uma associação cultural, fundada em 2000, que organiza atividades como o clube de debates e as noites de cinema. Além disso, Kikero também é responsável pela revista universitária "Kflyer".
- O SCUB, Clube Esportivo da Universidade Bozen-Bolzano, é a associação de estudantes que lida principalmente com atividades esportivas e que organiza todos os anos o SNOWDAYS, o maior evento de esportes de inverno da Europa para estudantes de toda a Itália e da UE. O SCUB também é composto pela equipe da UniParty, responsável pela organização de festas universitárias para estudantes da Unibz.
- Uma outra associação estudantil é o comitê local de Bozen - Bolzano, AIESEC, que organiza programas de intercâmbio internacional para permitir que estudantes universitários entrem em contato com o mundo do trabalho.
- PRO - Students for Business também incentiva os alunos a se conectarem com o ambiente de trabalho através do aprimoramento de atividades econômicas e de negócios.
- A associação estudantil mais recente é o Alumni Club, formado por graduados da Universidade Livre de Bozen - Bolzano.
- A universidade possui também um coral chamado UnibzVoices, regido pelo Prof. Johann Van der Sandt que leciona "Música e comunicação" na Faculdade de Educação em Brixen-Bressanone.